# Barry Williams (asesino itinerante)
Barry Kenneth Williams (1944 - 24 de diciembre de 2014), conocido desde 1994 como Harry Street, fue un asesino itinerante británico. Un trabajador de la fundición que vivía con sus padres, le disparó a ocho personas en las ciudades English Midlands del West Bromwich y Nuneaton en el espacio de poco más de una hora el 26 de octubre de 1978, matando a cinco personas. Tras una persecución de coches de alta velocidad, fue detenido y en 1979 fue declarado culpable de homicidio por motivos de responsabilidad disminuida. Fue detenido en hospitales de alta seguridad bajo la legislación de salud mental.
Después de recibir la libertad condicional en 1994, cambió su nombre, se trasladó a Gales, y se casó. En 2014, a raíz de las denuncias de hostigamiento en contra de sus vecinos, fue declarado culpable de otros delitos con armas de fuego. Se le ordenó volver a ser detenido en un hospital seguro, con poca probabilidad de liberación, y murió en diciembre de 2014.

## Antecedentes
En el momento de su primera ofensa, Williams era un trabajador de la fundición soltero. Vivió en 14 Andrew Road en la finca Bustleholme Mill en West Bromwich, West Midlands, Inglaterra, con sus ancianos padres, Hilda y Horrace, que era dueño y tuvo un negocio de metal pulido en Birmingham.
Ocupó un certificado válido de armas de fuego, lo que le permitió poseer una sola arma semiautomática. Él utilizó esta arma en los clubes de armas aprobadas para los deportes de tiro al blanco. Su comportamiento errático, incluyendo a disparar contra maniquíes vestidos con pelucas, y la modificación de sus balas para hacerlas más poderosas, le llevó a ser expulsado de un club, en Telford, Shropshire. Su apodo había sido "The Cowboy". Los miembros de otro club de tiro, donde Williams fue miembro habían expresado su preocupación de que estaba robando balas.
A mediados de la década de 1970, había estado involucrado en una serie de disputas con sus vecinos, la familia de Burkitt, de 16 Andrew Road, alegaron que el ruido de su reproductor de sonido y televisión perturbaban a sus parientes. Esto se convirtió en una obsesión, y sufrió la ilusión de que sus vecinos se burlaban de él. En una ocasión, durante un momento de ruido, le dijo a Philip Burkitt "Voy a exterminarlo a usted".

## Muerte
Murió el 24 de diciembre de 2014 de un supuesto ataque al corazón.